# Amphineurus meridionalis
Amphineurus meridionalis là một loài ruồi trong họ Limoniidae. Chúng phân bố ở miền Australasia.